# Władysław Dehnel (1876–1931)
Władysław Antoni Dehnel ps. Agrafka, Apolinary, Bożydar, Ordon (ur. 27 czerwca 1876 we wsi Sterdyń k. Sokołowa Podlaskiego, zm. 29 listopada 1931 w Warszawie) – polski działacz socjalistyczny i niepodległościowy, członek Organizacji Bojowej PPS.

## Życiorys

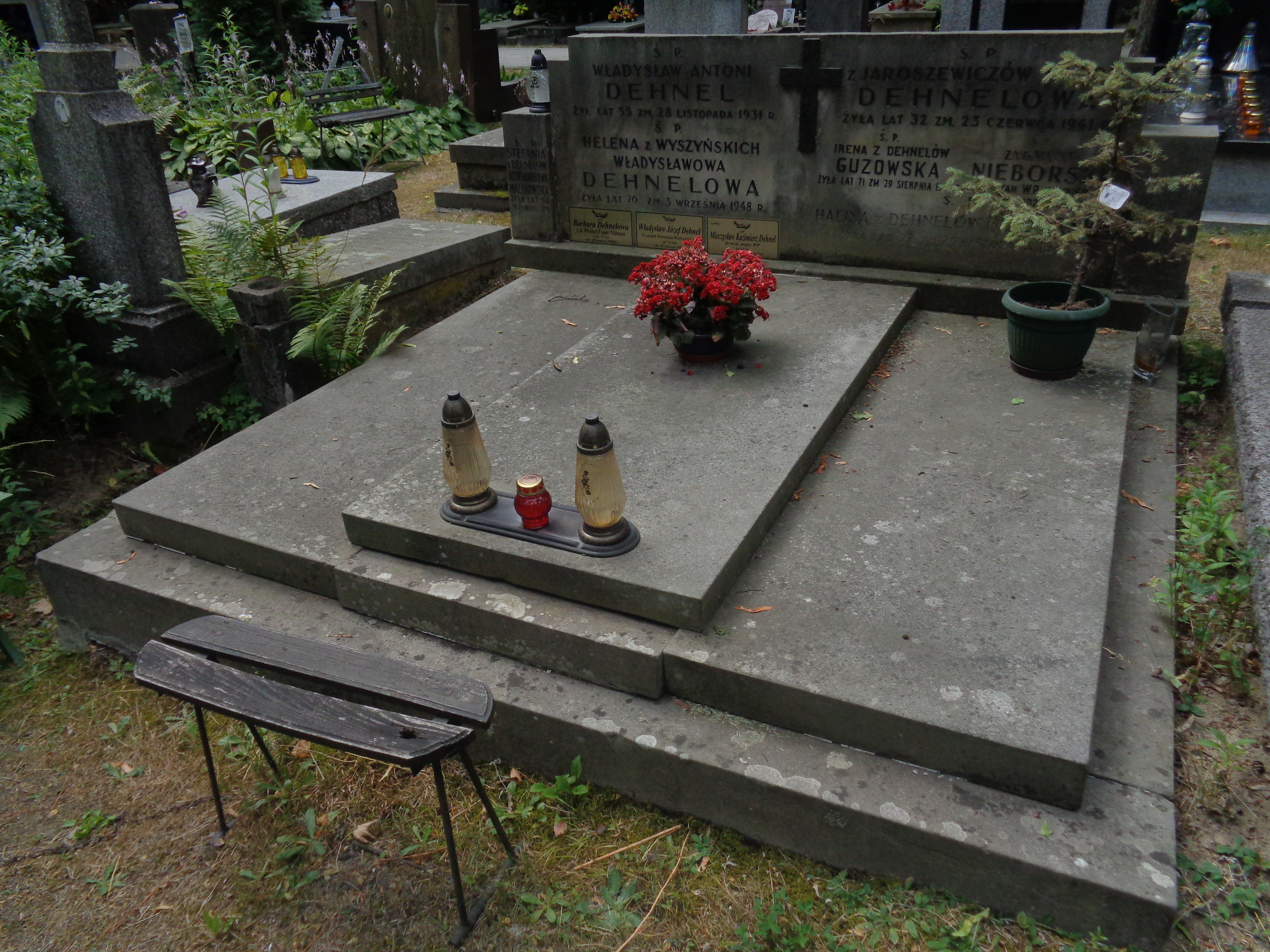
Grób Władysława Dehnela na Cmentarzu Wojskowym na Powązkach

W Warszawie ukończył V Gimnazjum, a następnie studia matematyczne w Petersburgu. Od 1900, pracował w Ministerstwie Komunikacji jako urzędnik. W tym samym roku wstąpił do Polskiej Partii Socjalistycznej. Wraz z żoną Heleną rozpoczął przemyt druków socjalistycznych z Londynu, przez Finlandię do Rosji. Po aresztowaniu Ksawerego Praussa przejął kierownictwo Odessy (kryptonim drogi przemytniczej PPS). Wykorzystywał w tym celu swoją funkcję urzędniczą. Przez pewien czas w związku z organizacją przemytu przeniósł się do nadgranicznej miejscowości Terijoki. W 1905 zreorganizował Odessę i zamieszkał w Wyborgu. Od końca 1904 i w 1905 przemycał również broń i amunicję. Jednocześnie studiował w latach 1901–1906 w Instytucie Technologicznym w Petersburgu który ukończył w 1906. W październiku 1905, rozpoczął urlop zdrowotny w ministerstwie i przeniósł się do Warszawy. Członek Polskiej Partii Socjalistycznej. Ukończył pierwszy kurs szkoły bojowej prowadzonej przez Józefa Piłsudskiego w Krakowie. W tym czasie jako delegat organizacji petersburskiej uczestniczył w Radach PPS. Wszedł do Wydziału Bojowego PPS, organizując intendenturę, przemyt broni, kierował laboratoriami. Po rozłamie w PPS, wszedł do PPS Frakcji Rewolucyjnej.
W kwietniu 1907, został delegowany przez Wydział Bojowy do Łodzi celem uporządkowania działań Organizacji Bojowej PPS. Organizował tam zamachy i wiece. Następnie w czerwcu 1907, wyjechał do Kijowa przygotowując zamach na bank. W lipcu 1907 wyjechał na polecenie Piłsudskiego do Warszawy organizując pomoc dla zagrożonych członków OB PPS Frakcji Rewolucyjnej.
Został aresztowany w nocy z 31 sierpnia na 1 września 1907, i osadzony w X Pawilonie Cytadeli Warszawskiej. W sierpniu 1908, wyrokiem Wojskowego Sądu Okręgowego uniewinnił go z braku dowodów, dzięki korzystnym zeznaniom świadków. Przeciwko wyrokowi zaprotestował szef Ochrany, dysponujący zeznaniami zdrajców z OB PPS. W tej sprawie warszawski generał-gubernator Gieorgij Skałon zwrócił się do ministra Piotra Stołypina proponując zesłanie w trybie administracyjnym na 5 lat na Syberię. W grudniu 1908, Stołypin zesłał Dehnela na cztery lata do Kraju Narymskiego w guberni tomskiej. Od kwietnia 1909, Dehnel przebywał w Tomsku, skąd z pomocą żony, zbiegł poprzez Moskwę, Petersburg, Szwecję, Kopenhagę, Belin, Wiedeń.
Rozpoczął ponowną działalność w Krakowie, wchodząc w skład Rady Partyjnej PPS. Brał udział w organizowaniu Związku Walki Czynnej. W okresie 1912 - 1913 kierował Wydziałem Zagranicznym PPS. Odsuwał się jednak od działalności partyjnej.
W lecie 1913, przeniósł się do Lwowa, gdzie podjął pracę w księgarni. W okresie I wojny światowej utrzymywał się z prywatnych lekcji. W listopadzie 1918. wziął udział w walkach polsko-ukraińskich o Lwów. Od 1920 był nauczycielem gimnazjum w Rohatynie, a następnie dyrektorem gimnazjum w Przemyślanach.
Po Przewrocie majowym 1926 przeprowadził się do Warszawy, gdzie podjął pracę w Wydziale Opieki Społecznej i Szpitalnictwa Rady Miejskiej. Kierował Komitetem walki z bezdomnością. W 1928, przystąpił do PPS dawnej Frakcji Rewolucyjnej. Uczestniczył w upamiętnieniu 25 rocznicy demonstracji na Placu Grzybowskim w Warszawie w 1904, oraz w zjeździe byłych członków Organizacji Bojowej PPS, gdzie utworzono Organizację Bratniej Pomocy. Od czerwca 1929 działał również w komisji oświatowej Centrali Zjednoczenia Klasowych Związków Zawodowych. Zmarł po krótkiej chorobie w listopadzie 1931.
W 1931 został odznaczony Krzyżem Niepodległości z Mieczami.
Pochowany na cmentarzu Powązki Wojskowe w Warszawie (kw. 15A-5-13/14).